# IMFによる韓国救済
IMFによる韓国救済は、1997年12月3日、韓国が通貨危機（国家破綻の危機）を経験し、国際通貨基金 (IMF) からの資金支援の覚書を締結した事件である。IMF経済危機・IMF通貨危機・IMF管理体制・IMF時代・IMF事態と呼ぶこともある。

## 年表

### 1997年
- 1月23日：韓宝鉄鋼（現：現代製鉄）倒産。
- 1月30日：韓宝建設と韓宝グループの最終不渡り処理。
- 3月20日：三美グループ倒産。
- 10月22日：起亜自動車、法定管理を申請。
- 10月24日：米国スタンダード&プアーズ社、韓国の国家信用格付けを下方修正。
  - 長期：AA- →A+
  - 短期：A1+ → A1
- 10月27日：米国ムーディーズ社、韓国の国家信用格付けを下方修正。
  - 長期：A1 → A2
  - 短期：P1→P2
- 11月7日：株価、最大暴落。
- 11月10日：ウォンの対ドルレートが史上初めて1,000ウォンを突破。
- 11月21日：政府がIMFに救済金融を正式申請したことを発表。
- 11月22日：政府がIMFに救済金融を要請したことを発表。
- 12月4日：IMFとの間でスタンドバイ協定（Stand-By Arrangement）を締結。
- 12月11日
  - 資本市場の全面開放。
  - スタンダード&プアーズ、韓国の信用格付けを3段階下方調整（A- →BBB）。
- 12月18日：大統領選挙にて金大中が当選。
- 12月19日：世界銀行とアジア開発銀行への融資交渉が完了。
- 12月21日：ムーディーズ、韓国の格付けを「投資非適格」に2段階下方修正。
  - 長期：Baa2 → Ba1（投資非適格）
- 12月31日：不良金融資産処理のためのブリッジバンクが設立される。

### 1998年
- 2月24日：金泳三大統領退任。
- 2月25日：第15代大統領、金大中大統領就任。
- 6月18日：金融委員会が市場退出の対象となる55社を公表。
- 6月29日：金融委員会が金融機関の退出・再編策を公表。
- 10月19日：5大財閥の構造調整案を発表。
- 12月31日：第一銀行を米国Newbridge Capitalが買収することに合意。

### 1999年
- 4月23日：現代グループの再構築計画が発表される。
- 8月6日：大宇グループ自動車部門、GMと戦略的提携覚書を締結。
- 9月19日：大宇グループ会長の金宇中、ヨーロッパやアフリカ方面へ国外逃亡。
- 10月30日 - 12月1日：大宇グループの12会社に対しての債権団共同管理計画（ワークアウト）が確定。

### 2000年
- 2月18日：起亜自動車、法的管理手続きを終結。
- 11月6日：大宇自動車が1次不渡り。

### 2001年
- 8月23日：IMF支援体制からの脱却（195億ドルを全額返済）。

## IMFとの合意
合意内容には、「財政再建」「金融機関のリストラと構造改革」「通商障壁の自由化」「外国資本投資の自由化」「企業ガバナンスの透明化」「労働市場改革」などが盛り込まれた。
金融セクター再編
- 韓国銀行の海外支店について、貸付状況監査と不採算支店の閉鎖
- 全ての銀行がBIS規制を満たすよう、実現スケジュールを策定
- WTOコミットメントの準拠
  - 貿易補助金の廃止
  - 輸入ライセンス規制の廃止
  - 輸入多様化プログラムの廃止（日本製品を対象にした、対日本の輸入制限規制）
- 資本勘定の自由化
  - 外資による国内銀行の株式4%以上購入規制の緩和
  - 国内市場において、外国人投資家による金融商品購入の全面解禁
  - 社債市場における外国投資の全面解禁
  - 企業が、外国より融資を受ける事に対する規制の廃止
- コーポレート・ガバナンスと企業体質
  - 銀行の融資判断を尊重し、政府は銀行運営・個別融資に対して介入しない。政府による現行の融資指示は直ちに撤回する。政策融資（農業・中小企業融資）は維持するが、利子補給は政府予算から支出する。
  - 個別企業救済のための、政府による補助金支援・減税支援の禁止

## 主な影響

OECD各国の全労働力人口における失業者

G20各国の人口10万人あたり標準化自殺率

### 政権交代
大統領選挙にて、与党候補の李会昌が野党候補の金大中に敗北した。

### 財閥解体
1999年、韓国で二番目に大きなコングロマリットである大宇財閥は約800億ウォン（8430万米ドル）の負債を抱え倒産、グループは解体された。
1998年7月1日、政府は公的企業の民営化案を発表し、9の公的企業が民営化された。KTBネットワーク、浦項総合製鉄（現在のPOSCO）、斗山重工業（韓国重工業を斗山グループが買収）、KT、KT&Gなどが民営化された。

### 解雇規制緩和
アジア経済危機後の1998年2月に派遣労働制が導入された。
IMFによる韓国救済後、常用雇用者についても、1998年2月、政府・企業・労働組合の三者協調路線の下、真にやむを得ない経営存続上の理由がある場合には常用雇用者の解雇も認めるという内容の合意が行われた。

### 産業政策の変化
保護主義的な国内民族資本財閥が競う状態から、関税障壁の撤廃・投資の自由化を通じて、財閥の合併・再編が相次いだ。
現代・起亜・大宇の大手財閥自動車メーカーと三星・双竜の準大手の財閥自動車メーカーが市場で争っていた。
2016年頃には民族資本の現代・起亜自車車グループが韓国自動車販売シェアのおおよそ70%、続いてアメリカ資本の韓国GM(←GM大宇←大宇)、フランス資本のルノーサムスン(三星)、インド資本の双竜と大きく変化した。なお旧大宇自動車に関しては乗用車部門が韓国GMとなった一方でトラック部門がインド資本のタタ大宇、バス部門がザイル大宇へと分裂した。
また、IMFによる経済引き締めの結果、財閥より体力の無い多くの自動車中小部品メーカーのキャッシュフローが滞った結果、倒産に至った。

## 事件を題材にした作品

### 映画
- チェ・グクヒ監督 『国家が破産する日』 （2018年）